# Tuqu'
Tuqu' (en árabe: تقوع‎, en hebreo: תקוע‎) es una ciudad palestina en la gobernación de Belén, situada a 12 km al sureste de la ciudad de Belén, en Cisjordania. Según la Oficina Central Palestina de Estadísticas (PCBS), la población de Tuqu' se estima a 10.069 habitantes en 2024.
Tuqu’ linda con áreas naturales salvajes al este, y los pueblos de Jannatah al norte, Al-Manshiyah y Marah Rabah al oeste, y Al Maniya y Kisan al sur.

## Arqueología y monumentos
Desde el siglo IV, se supone que la tumba del profeta Amos se encuentra en el pueblo. Se documenta la presencia de una capilla construida sobre la tumba desde el siglo IV, hecho que se menciona de nuevo en el siglo VIII. Las ruinas consisten en una doble cueva sobre lo que fue una pila bautismal, y suelos de mosaico; cerca de la tumba se encuentra un monasterio monofisita. Se han encontrado cerámicas bizantinas y aún son visibles los restos de la iglesia y del monasterio bizantinos.
A las afueras de Tuqu' se encuentra el uadi Jureitun, del nombre de Caritón el Confesor. Es una rambla que se caracteriza por yacimientos arqueológicos del Calcolítico repartidos en tres cuevas habitadas desde el período Paleolítico: Qatfa Umm, Umm al-Ahmar Qala'a y Erq al-Ahmar. Esta última ha sido habitado desde 8000 a. C. y huellas de fuego fueron encontrados en Umm al-Ahmar Qala'a, que datan de 500.000 años.

## Demografía
Según la Oficina Central de Estadísticas de Palestina en 1997 Tuqu' tenía una población de 4.890 habitantes. Sólo había 24 refugiados palestinos, que representan el 0,5% de la población. Había 2.534 varones y 2.356 mujeres. En 2004, la población total de Tuqu' se ha elevado a 6.265, y en 2006 había una población estimada de 6.669 habitantes. La mayoría de los habitantes cristianos de Tuqu' habían emigrado en Belén, en el siglo XVIII, por lo Tuqu' actualmente tiene una mayoría musulmana.

## Economía
En 2006, el 65% de los habitantes del pueblo trabaja en la construcción en Israel, 20% en la agricultura, 8% y 7% en la administración del gobierno de Palestina. Se han hecho esfuerzos para atraer a los turistas. Fue construido un centro comunitario cerca de las ruinas de la iglesia bizantina de Tuqu'. El pueblo es conocido por sus verduras.

## Organización territorial
Según el Acuerdos Provisionales de Oslo de 1995, 2991 dunams (299 ha) de las tierras de Tuqu' (1,5% de la superficie total del pueblo) se clasificaron como zona B, 141.682 dunums (14.68 ha, a saber 74,1% de la superficie total) se clasificaron como zona C, mientras que el resto de la ciudad, 46.589 dunums (4.658 ha, a saber 24,4% de la superficie total) se clasificó como reserva natural. Tuqu' no tiene territorio clasificado como Área A, que dependería de la administración civil y militar del Estado de Palestina.
Desde 1997, Tuqu' está gobernada por un consejo municipal de 13 miembros nombrados por el Estado de Palestina, que a su vez tienen 15 empleados. El municipio incluye también las localidades de Khirbet Ad Deir, Al Halkoom, y Khirbet Tuqu’.

## Ocupación israelí
Después de 1967, Israel confiscó 143 ha de tierras de Tuqu' para levantar tres asentamientos: Tekoa en 1977, Mitzpe Shalem en 1980 y Mshoki Dargot en 1991. El muro de separación construido por Israel restó 484 hectáreas de territorio a Tuqu', y las carreteras de conexión reservadas a israelíes (carreteras 90, 356 y 3698) se extienden sobre 17,67km dentro de Tuqu’.
Por otro lado, en 2009 existían cuatro puestos de avanzada israelíes (outposts) ilegales en territorio del municipio de Tuqu'. Los residentes de la ciudad de Tuqu' sufren además los continuos ataques de los colonos israelíes de los asentamientos que atacan a los ciudadanos y sus propiedades en un intento de sembrar el terror, el miedo y la ansiedad entre ellos.
Al situarse Tuqu' mayoritariamente en el área C, bajo control total de Israel, son muy frecuentes las órdenes de las autoridades israelíes de demolición de viviendas, locales o instalaciones ganaderas. 